# Adolf Friedrich Stenzler
Adolf Friedrich Stenzler (Wolgast, 1807 – Breslavia, 1887) è stato un orientalista tedesco.
Docente all'università di Breslavia, pubblicò un gran numero di classici sanscriti, ma la sua migliore opera è Yainavalkya's Gesetzbuch (1849).